# Hendrik Raessens
Hendrik Raessens (Eindhoven ca. 1678 - na 1724) is een voormalig burgemeester van de Nederlandse stad Eindhoven. Raessens werd geboren als zoon van de Eindhovense burgemeester Martinus Raessens en Aldegonda Coolen.
Raessens was zelf burgemeester van Eindhoven in 1675 en 1676.
Hij trouwde op 11 augustus 1704 in Eindhoven met Catharina van der Waerden, gedoopt te Eindhoven op 30 juni 1683, begraven te Eindhoven op 10 december 1756.